# Ithaki
Ithaki (tiếng Hy Lạp: Ιθάκη) là một trong những đảo nằm trong quần đảo Ionia, phía cực tây Hy Lap. Ithaki hiện là khu tự quản ở vùng Ionia, Hy Lạp. Khu tự quản Ithaki có diện tích 118 km², dân số theo điều tra ngày 18 tháng 3 năm 2001 là 3212 người.

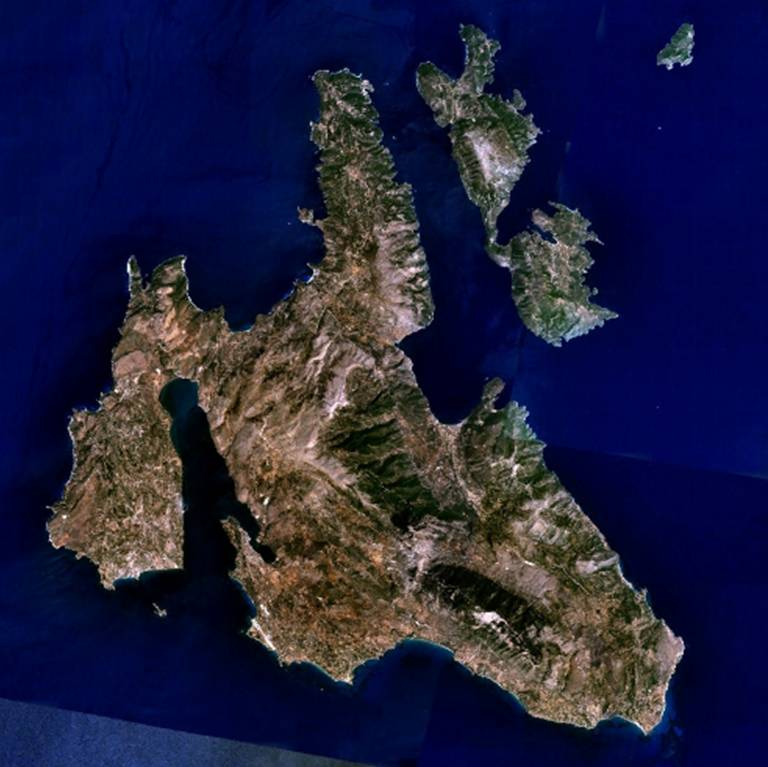
Đảo Ithaki (góc trên bên phải) và Kafalonia (đảo lớn hơn chính giữa) với bán đảo phía tây (ảnh vệ tinh).

Đảo Ithaki được cho rằng chính là địa điểm trên thực tế của xứ Ithaca, nơi Odysseus (nhân vật chính trong sử thi Odysseus của Homer) làm vua.
Tuy nhiên đảo Ithaki ngày nay lại khác biệt một chút so với mô tả của Homer, khi Ithaca trong thần thoại là đảo cực tây của Hy Lạp, trên thực tế đảo Kefalonia mới là đảo cực tây. Một khảo sát địa lý được tiến hành trên thung lũng phía tây đảo Kefalonia vào những năm 2000 đã cho thấy thung lũng nối bản đảo phía tây đảo Kafalonia từng chìm dưới biển. Do đó bản đảo tây Kefalonia mới có thể thực sự là đảo Ithaca trong thần thoại.

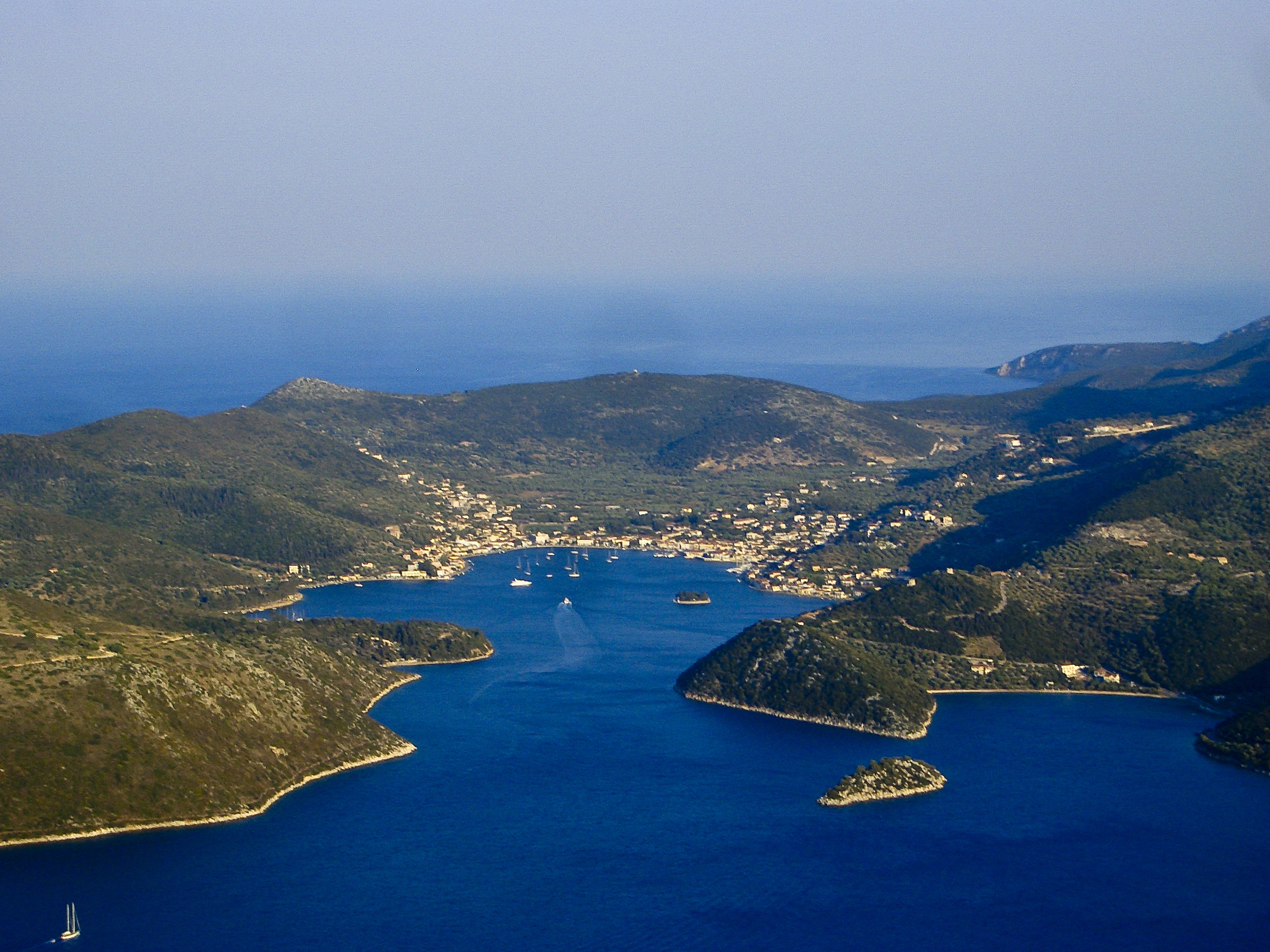
Bờ biển đảo Ithaki

Vị trí đảo Ithaki (màu đỏ) trong Hy Lạp

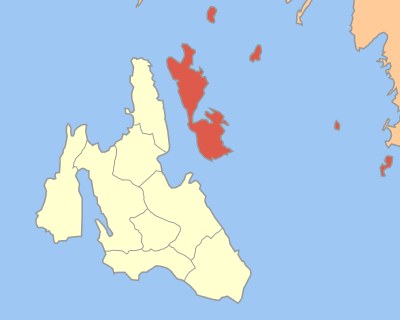
Bản đồ hành chính khu tự quản Ithaki